# Baritius affinis
Baritius affinis är en fjärilsart som beskrevs av Rothschild 1910. Baritius affinis ingår i släktet Baritius och familjen björnspinnare. Inga underarter finns listade i Catalogue of Life.